# جوليا لان
جوليا لان (بالإنجليزية: Julia Lane)‏ هي إحصائية واقتصادية أمريكية ونيوزيلندية وبريطانية، ولدت في 1956.